# Justin Bernard Gnanapragasam
Justin Bernard Gnanapragasam (* 13. Mai 1948 in Karampon, Kayts, Sri Lanka) ist ein sri-lankischer Geistlicher und römisch-katholischer Bischof von Jaffna.

## Leben
Justin Bernard Gnanapragasam empfing am 24. April 1974 die Priesterweihe für das Bistum Jaffna. Bis zu seiner Ernennung zum Bischof war er Generalvikar dieser Diözese.
Papst Franziskus ernannte ihn am 13. Oktober 2015 zum Bischof von Jaffna. Die Bischofsweihe spendete ihm sein Amtsvorgänger Thomas Savundaranayagam am 28. November desselben Jahres. Mitkonsekratoren waren der Altbischof von Trincomalee, Joseph Kingsley Swampillai, und der Bischof von Kandy, Joseph Vianney Fernando.